# Classe Siegfried
La classe Siegfried est une série de six frégates blindées  dite « cuirassés de défense côtière » construite en fin des années 1880 pour la Marine impériale allemande. 
Les navires portent le nom de figures de la mythologie nordique.

## Conception
Cette classe de frégates était destinée à protéger le littoral de l'Empire allemand des attaques navales.

## Histoire
Dès le déclenchement de la Première Guerre mondiale, les navires de cette classe étant déjà obsolètes, furent retirés du service actif en 1915 pour être diriger sur des tâches secondaires comme navire-caserne ou navire-cible.
Ils furent retirés du registre naval le 17 juin 1919 peu avant le Traité de Versailles. Cinq des navires ont été vendus pour la ferraille ; seul le SMS Frithjof a été racheté pour être converti en cargo.

## Les unités de la classe
| Nom            | Chantier naval                  | Mise en chantier | Lancement       | Armement        | Fin                                            | Photo |
| -------------- | ------------------------------- | ---------------- | --------------- | --------------- | ---------------------------------------------- | ----- |
| SMS Siegfried  | Arsenal Germania Kiel           | en 1889          | 10 août 1889    | 29 avril 1890   | déclassé 17 juin 1919 détruit en 1920          |       |
| SMS Beowulf    | AG Weser Brême                  | janvier 1890     | 8 novembre 1890 | 1er avril 1892  | déclassé 17 juin 1919 détruit en 1921          |       |
| SMS Frithjof   | AG Weser Brême                  | février 1890     | 21 juillet 1891 | 23 février 1893 | déclassé 17 juin 1919 détruit en 1930          |       |
| SMS Heimdall   | Kaiserliche Werft Wilhelmshaven | 2 novembre 1891  | 27 juillet 1892 | 7 avril 1894    | déclassé 17 juin 1919 détruit en 1921          |       |
| SMS Hildebrand | Kaiserliche Werft Kiel          | 9 décembre 1890  | 6 août 1892     | 28 octobre 1893 | déclassé 17 juin 1919 détruit 21 décembre 1919 |       |
| SMS Hagen      | Kaiserliche Werft Kiel          | septembre 1891   | 21 octobre 1893 | 2 octobre 1894  | déclassé 17 juin 1919 détruit en 1919          |       |